# Aristolochia paramaribensis
Aristolochia paramaribensis är en piprankeväxtart som beskrevs av Pierre Étienne Simon Duchartre. Aristolochia paramaribensis ingår i släktet piprankor, och familjen piprankeväxter. Inga underarter finns listade i Catalogue of Life.